# Équipe cycliste Cinelli-OPD
L'équipe cycliste Cinelli-OPD  est une ancienne équipe cycliste san-marinaise qui participait aux circuits continentaux de cyclisme et en particulier l'UCI Europe Tour.
L'équipe ne doit pas être confondue avec Cinelli-Down Under.

## Principales victoires
- Tour du Maroc : 2008 (Alexey Shchebelin)
- Circuito Montañés : 2008 (Alexey Shchebelin)

## Classements UCI
L'équipe participe aux différents circuits continentaux et en particulier les courses de l'UCI Europe Tour depuis sa création en 2007. Le tableau ci-dessous présente les classements de l'équipe sur ces circuits, ainsi que son meilleur coureur au classement individuel. 
UCI Africa Tour
| Saison | Classement par équipes | Meilleur coureur au classement individuel |
| ------ | ---------------------- | ----------------------------------------- |
| 2008   | 7e                     | Alexey Shchebelin (11e)                   |

UCI America Tour
| Saison | Classement par équipes | Meilleur coureur au classement individuel |
| ------ | ---------------------- | ----------------------------------------- |
| 2007   | 14e                    | Juan Pablo Dotti (50e)                    |
| 2008   | 24e                    | Ivan Fanelli (96e)                        |

UCI Asia Tour
| Saison | Classement par équipes | Meilleur coureur au classement individuel |
| ------ | ---------------------- | ----------------------------------------- |
| 2007   | 41e                    | Oleksandr Kvachuk (157e)                  |
| 2008   | 54e                    | Oleksandr Kvachuk (242e)                  |

UCI Europe Tour
| Saison | Classement par équipes | Meilleur coureur au classement individuel |
| ------ | ---------------------- | ----------------------------------------- |
| 2007   | 49e                    | Ivan Fanelli (162e)                       |
| 2008   | 70e                    | Alexey Shchebelin (231e)                  |

## Cinelli-OPD en 2008

### Effectif
| Cycliste           | Date de naissance | Nationalité | Équipe 2007                   |
| ------------------ | ----------------- | ----------- | ----------------------------- |
| Lorenzo Bernucci¹  | 15.09.1979        | Italie      | suspension                    |
| Valentino Carriero | 29.02.1984        | Italie      | Néo-pro                       |
| Gianluca Cavalli   | 12.03.1978        | Italie      |                               |
| Fabio Ciccarese    | 19.11.1980        | Italie      | Boyacá Es Para Vivirla-Marche |
| Juan Pablo Dotti   | 24.06.1984        | Argentine   |                               |
| Alfonso Falzarano  | 15.04.1976        | Italie      |                               |
| Ivan Fanelli       | 13.10.1978        | Italie      |                               |
| Oleksandr Kvachuk  | 23.07.1983        | Ukraine     |                               |
| Sergiy Matveyev    | 29.01.1975        | Ukraine     | Ceramiche Panaria-Navigare    |
| Anton Mindlin      | 09.07.1985        | Russie      | Tinkoff Credit Systems        |
| Jesús Perez        | 15.07.1984        | Venezuela   |                               |
| Andriy Pryshchepa  | 18.05.1982        | Ukraine     | Néo-pro                       |
| Alexey Shchebelin  | 13.07.1981        | Russie      |                               |
| Romas Sinicinas    | 25.11.1984        | Lituanie    | Amore & Vita-McDonald's       |
| Manuele Spadi      | 19.10.1981        | Italie      | Ceramica Flaminia             |
| Bálint Szeghalmi   | 16.09.1980        | Hongrie     | Cornix                        |
| Cameron Wurf²      | 03.08.1983        | Australie   | Priority Health-Bissell       |

¹ depuis le 6/09

² jusqu'au 1/06

### Victoires
| Date       | Course                                    | Pays      | Classe | Vainqueur         |
| ---------- | ----------------------------------------- | --------- | ------ | ----------------- |
| 14/03/2008 | 1re étape du Istrian Spring Trophy        | Croatie   | 2.2    | Ivan Fanelli      |
| 30/05/2008 | 1rea étape du Tour du Maroc               | Maroc     | 2.2    | Alexey Shchebelin |
| 30/05/2008 | 1reb étape du Tour du Maroc               | Maroc     | 2.2    | Ivan Fanelli      |
| 02/06/2008 | 4e étape du Tour du Maroc                 | Maroc     | 2.2    | Alexey Shchebelin |
| 04/06/2008 | 6eb étape du Tour du Maroc                | Maroc     | 2.2    | Jesús Perez       |
| 05/06/2008 | 7e étape du Tour du Maroc                 | Maroc     | 2.2    | Alexey Shchebelin |
| 05/06/2008 | Classement général du Tour du Maroc       | Maroc     | 2.2    | Alexey Shchebelin |
| 16/06/2008 | 6e étape du Circuito Montañés             | Espagne   | 2.2    | Alexey Shchebelin |
| 17/06/2008 | Classement général du Circuito Montañés   | Espagne   | 2.2    | Alexey Shchebelin |
| 15/09/2008 | 3e étape du Tour du Mexique               | Mexique   | 2.2    | Ivan Fanelli      |
| 09/10/2008 | 3e étape du Clásico Ciclístico Banfoandes | Venezuela | 2.2    | Juan Pablo Dotti  |
| 13/10/2008 | 8e étape du Clásico Ciclístico Banfoandes | Venezuela | 2.2    | Manuele Spadi     |